# Burca (gen)
Burca este un gen de fluturi din familia Hesperiidae. 